# Lütgendortmund (dzielnica)
Lütgendortmund, Dortmund-Lütgendortmund (dolnoniem. Lütkendöärpm) – dzielnica miasta Dortmund w Niemczech, w kraju związkowym Nadrenia Północna-Westfalia, w okręgu administracyjnym Lütgendortmund.